# Autoserica flabellata
Autoserica flabellata är en skalbaggsart som beskrevs av Louis Burgeon 1942. Autoserica flabellata ingår i släktet Autoserica och familjen Melolonthidae. Inga underarter finns listade.